# Steely Dan
Steely Dan – amerykańska grupa rockowa powstała w 1972, reprezentująca style AOR i jazz-rock. Muzyka grupy jest mieszanką jazzu, tradycyjnego popu, bluesa i rytm and bluesa z przesyconymi humorem, ironią i tajemniczością tekstów. Do największych przebojów grupy należą: Hey Nineteen, Reelin’ in the Years, Do It Again i Rikki Don’t Lose That Number.
W 2001 grupa Steely Dan została wprowadzona do Rock and Roll Hall of Fame.

## Muzycy

### Obecny skład zespołu
- Donald Fagen – śpiew, instrumenty klawiszowe

### Byli członkowie zespołu
- Walter Becker – śpiew, gitara basowa, gitara
- Jim Hodder – perkusja
- Jeff Baxter – gitara
- Denny Dias – gitara

## Dyskografia
- 1971 You Gotta Walk It Like You Talk It (Or You’ll Lose That Beat)
- 1972 Can't Buy a Thrill
- 1973 Countdown to Ecstasy
- 1974 Pretzel Logic
- 1975 Katy Lied
- 1976 The Royal Scam
- 1977 Aja
- 1980 Gaucho
- 1995 Alive in America
- 2000 Two Against Nature
- 2003 Everything Must Go